# San Asensio de los Cantos
San Asensio de los Cantos o Santo Asensio de los Cantos o incluso Santasensio, es una de las 12 aldeas del municipio de Ojacastro en La Rioja (España). Santasensio pertenece a lo que se conoce como "cuadrilla de Garay" que agrupa a las aldeas situadas en la margen derecha del río Oja. Actualmente cuenta con entre 2 y 4 habitantes, dedicados a la ganadería.

## Geografía

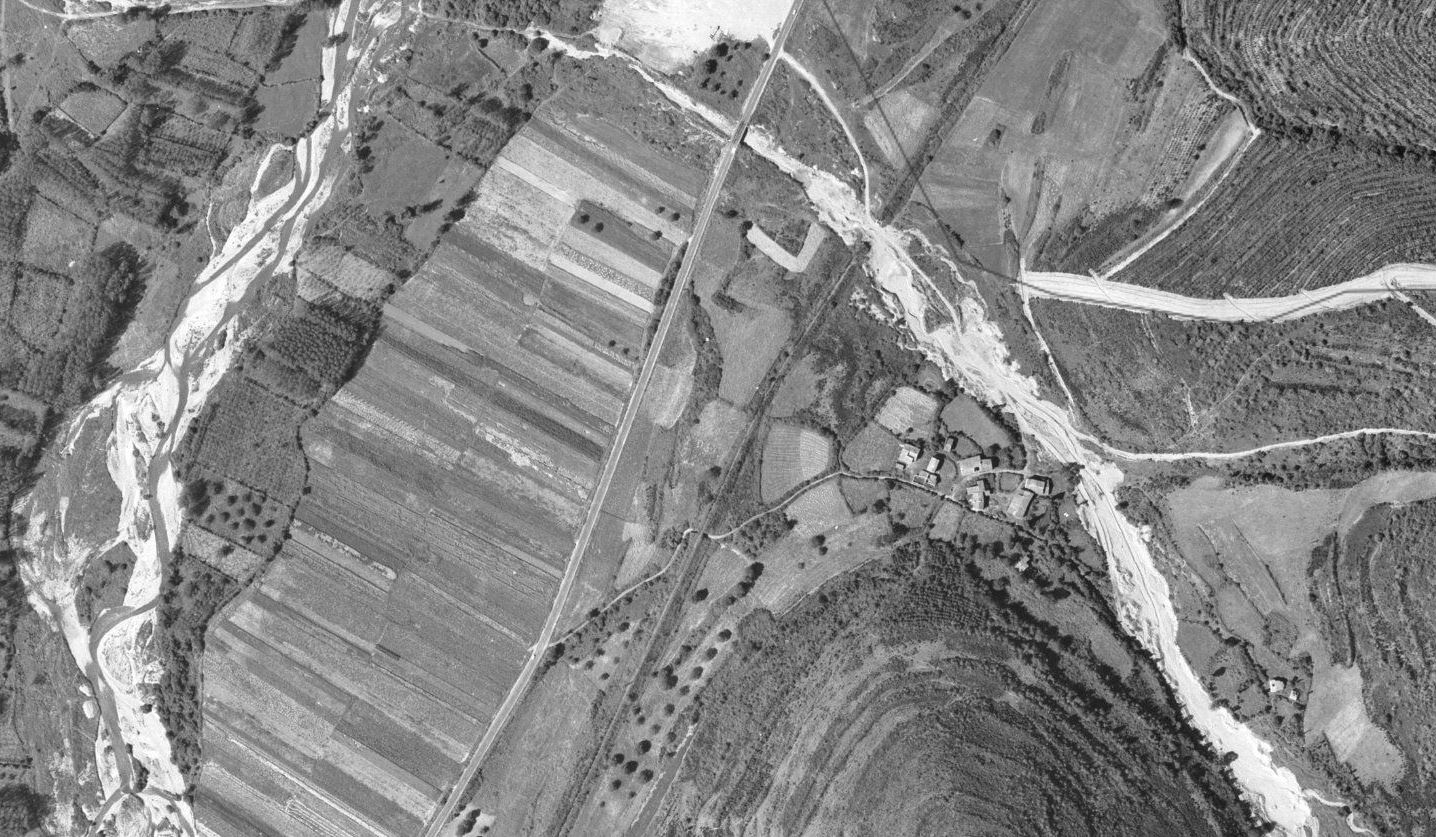
Vista aérea de San Asensio de los Cantos, la desembocadura del barranco Naviso en el río Oja y la ermita de la Ascensión en 1977.

La aldea se sitúa al final del valle de Naviso, ya junto a la desembocadura de este con Oja, por lo que se encuentra en una zona intermedia entre valle y montaña, cercana a la llanura del valle del Oja en la que existe algo de agricultura mezclada con la ganadería, que a diferencia del resto de aldeas le proporciona una economía mixta. 
El valle nace cercano al lugar dónde se situaba la antigua aldea de Espidia y desciende junto a la aldea de Uyarra hasta su desembocadura en Santasensio.
Cercana a la aldea, a menos de 1 km., pasa la carretera que une Ezcaray con Santo Domingo de la Calzada (LR-111), por lo que la población cuenta con fácil acceso y buenas comunicaciones.

## Demografía
En los años 60 y 70 sufrió una fuerte despoblación, provocada por la emigración masiva de las zonas rurales a los entornos urbanos, lo cual sumado a una economía de subsistencia y una ganadería que atravesaba una fuerte crisis, llevó a la aldea a una situación demográfica crítica. A pesar de ello, la aldea ha continuado habitada por algunos ganaderos hasta hoy.
San Asensio de los Cantos contaba a 1 de enero de 2010 con una población de 2 habitantes, 1 hombre y 1 mujer.
| Gráfica de evolución demográfica de San Asensio de los Cantos entre 2000 y 2020                  |
|                                                                                                  |
| Población de derecho (2000-2020) según los censos de población del INE a 1 de enero de cada año. |

## Patrimonio

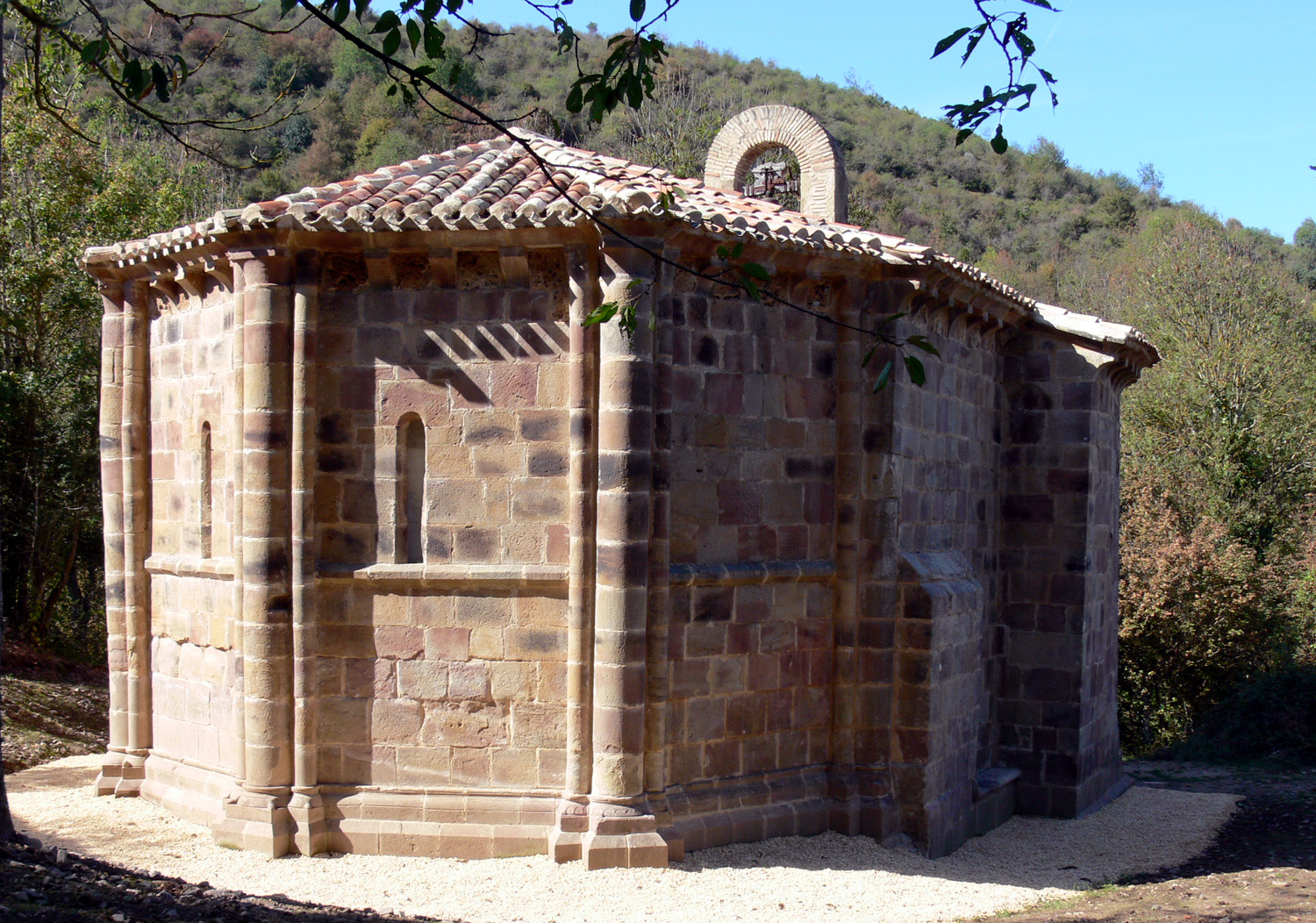
Ermita de la Ascensión.

- Ermita románica de la Ascensión. Tiene incoado expediente como Bien de Interés Cultural en la categoría de Monumento por el Ministerio de Cultura con fecha de 25 de junio de 1983.[3] Se llamó primitivamente Monasterio de la Ascensión y fue donado en 1052 por el rey navarro D. García IV al Monasterio de Santa María la Real de Nájera, al que perteneció hasta la desamortización. Es de estilo románico ojival con dos arcos ligeramente apuntados. La planta del ábside es semicircular al interior (románico) y poligonal al exterior (gótico). Conserva pinturas sobre piedra.[4]